# Antoni Kolaśniewski
Antoni Kolaśniewski (ur. 24 kwietnia 1921, zm. 5 stycznia 1977 w Poznaniu) – polski koszykarz, reprezentant kraju, multimedalista mistrzostw Polski.
Pochowany na cmentarzu św. Jana Vianneya w Poznaniu (kwatera św. Barbary-6-12).

## Osiągnięcia

### Klubowe
- Mistrz Polski (1949, 1951)
- Wicemistrz Polski (1948, 1950)

### Indywidualne
- Lider strzelców polskiej ligi (1948, 1949)